# Thomas Anton Wickart
Thomas Anton Wickart (* 12. Mai 1798 in Zug; † 22. Mai 1876 ebenda) war ein Schweizer Landschaftsmaler.

## Leben und Werk
Wickart war katholisch und stammte aus Zug. Er war Sohn der Helena Uttinger und des Ratsherrn und Händlers Paul Anton Wickart. 1837 heiratete er Anna Maria Weiss, Tochter des Wirts Adam Weiss. Wickert liess sich in Bern zum Landschaftsmaler ausbilden. Danach war er Gardist in Paris am Hof Königs Karls X. Nach dessen Sturz und der Auflösung der Schweizergarde kehrte Wickart 1830 nach Zug zurück. Er arbeitete als Zeichenlehrer an der Stadtschule, später am Gymnasium. Ab 1832 gehörte er der Lukasbruderschaft an. Wickart malte vor allem kleinformatige Landschaftsbilder und Ansichten von der Stadt und aus dem Kanton Zug in der Aquarelltechnik. Die Stadt Zug, die Bürgergemeinde und Private besitzen Werke von ihm.